# Grupa propylowa

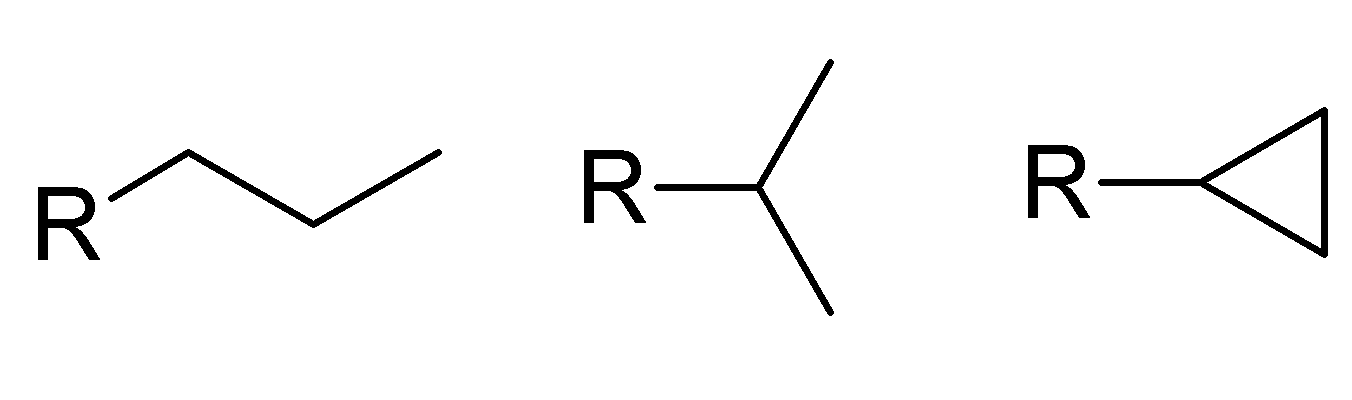
Od lewej do prawej:izomeryczne grupy: propylowa i izopropylowa oraz, niebędąca ich izomerem, grupa cyklopropylowa

Grupa propylowa (o przedrostku w nomenklaturze „propylo-”, „n-propylo-”) – liniowa trójwęglowa alkilowa grupa funkcyjna o wzorze chemicznym −C
3H
7. Jest podstawnikiem otrzymanym poprzez usunięcie jednego atomu wodoru przyłączonego do końcowego (pierwszorzędowego) atomu węgla cząsteczki propanu.
Grupa propylowa jest często przedstawiana w chemii organicznej za pomocą symbolu „Pr” (nie mylić z symbolem pierwiastka prazeodymu).
Istnieje izomeryczna postać grupy propylowej – „izopropylo-” (nazwy systematyczne: „propan-2-ylo-” lub „1-metyloetylo-”), skrót „iPr” – otrzymana poprzez usunięcie atomu wodoru przy środkowym atomie węgla propanu. Dodatkowo istnieje jeszcze trzecia, cykliczna postać grupy propylowej, nazywana „cyklopropylo-” lub „c-propylo-”. Nie jest to postać izomeryczna z pozostałymi formami, ma wzór −C
3H
5.
Grupa propylowa zapisywana bywa z dodatkowym przedrostkiem „n-” (tj. „n-propylo-”). Jednakże przedrostek ten jest zbędny, ponieważ brak jakiegokolwiek przedrostka oznacza brak rozgałęzienia.
Przykładem związku zawierającego grupę propylową jest octan propylu: